# Pe meridianele muzicii
Pe meridianele muzicii este un film românesc din 1970 regizat de Mirel Ilieșiu.